# Aeropuerto Internacional de Düsseldorf

Mapa del Aeropuerto

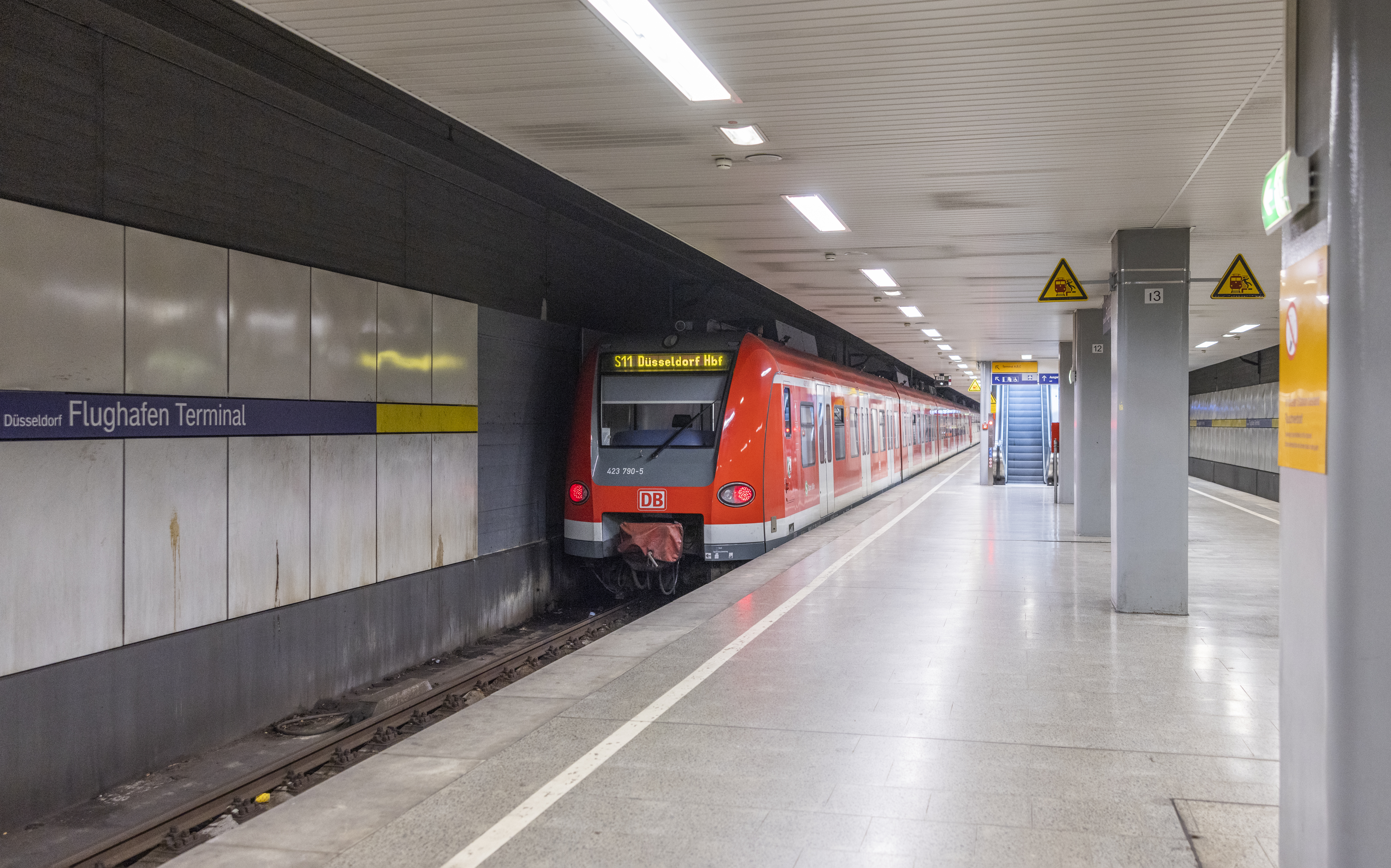
Estación Düsseldorf Flughafen Terminal del S-Bahn

S-Bahn Rin-Ruhr

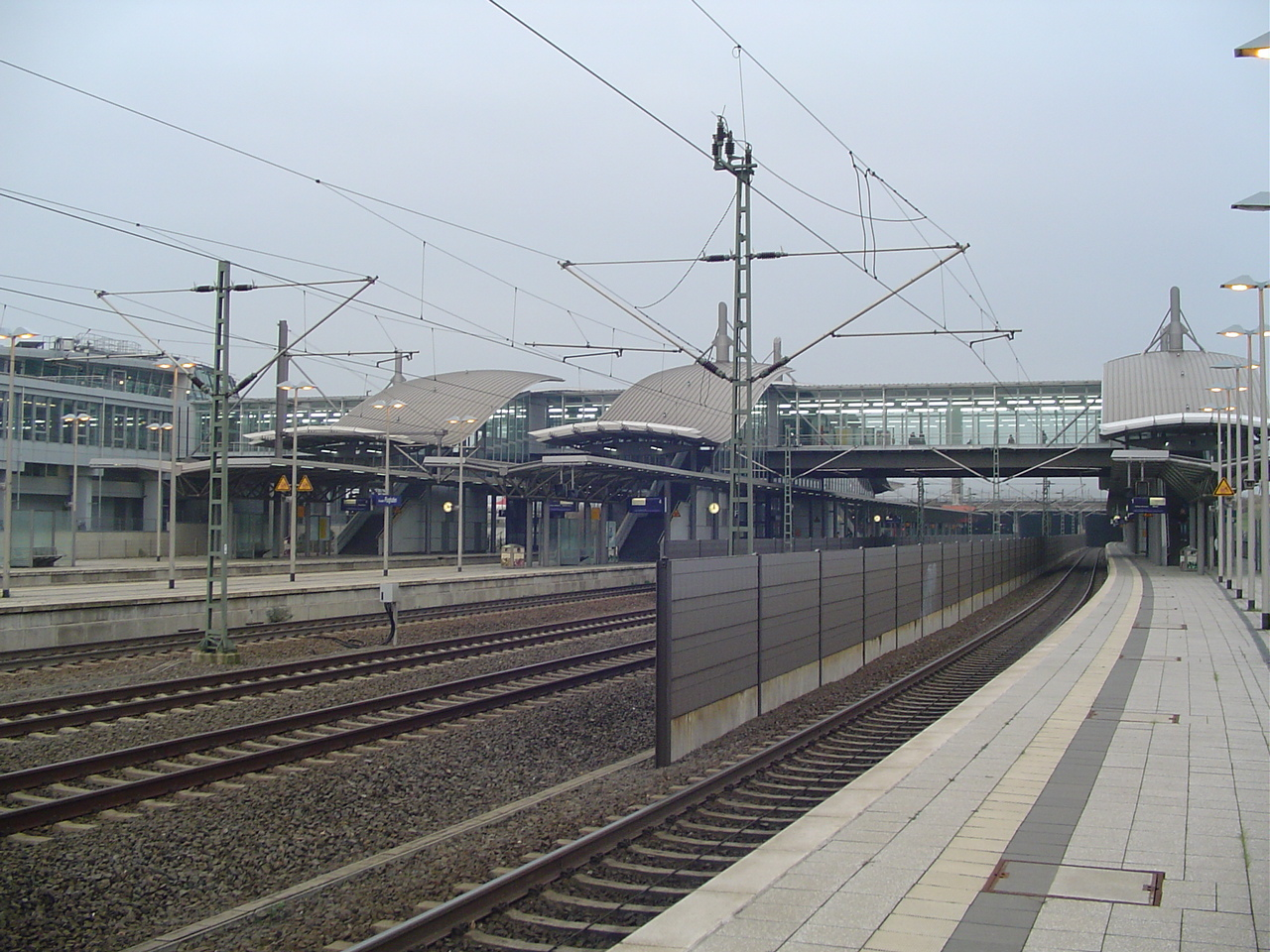
Fernbahnhof Düsseldorf Flughafen - Estación de tren de larga distancia.

InterCityExpress

El Aeropuerto Internacional de Düsseldorf (en alemán: Flughafen Düsseldorf International) (IATA: DUS, OACI: EDDL), es el tercer aeropuerto en importancia de Alemania con un tráfico de 16,6 millones de pasajeros. Solo los aeropuertos de Múnich y Fráncfort del Meno tienen un tráfico mayor de pasajeros. El aeropuerto es un centro de conexión secundario para Lufthansa. Lufthansa tiene 270 vuelos por día (43 destinos) desde y hacia el Aeropuerto Internacional de Düsseldorf. El aeropuerto ofrece vuelos a 186 destinos directos en todos los continentes (excepto Oceanía). El aeropuerto opera más de 700 despegues/aterrizajes diarios. Se encuentra situado a 9 km del centro de Düsseldorf.

## Características
El Aeropuerto Internacional de Düsseldorf cuenta con dos pistas, una de 3000 y la otra de 2.700 m de longitud. Hay planes para extender la pista de 3000 hasta los 3600 m, pero la ciudad de Ratingen, la cual se encuentra en la ruta de aproximación de la pista, está bloqueando su ejecución. 
Hay espacio para el estacionamiento de 107 aeronaves. El actual edificio de la Terminal es capaz de manejar hasta 22 millones de pasajeros por año. Sin embargo, debido a un acuerdo con los residentes del cercano Raingen (los denominados Angerlandvergleich), esta capacidad no será alcanzada dentro de los próximos años, ya que el movimiento de aeronaves está restringido. Junto con el Aeropuerto Internacional de Fráncfort, el Aeropuerto Internacional de Múnich y el Aeropuerto Internacional de Colonia/Bonn, el Aeropuerto Internacional de Düsseldorf cuenta con las instalaciones necesarias para operar con el Airbus A380. El 12 de noviembre de 2006, el primer A380 aterrizó en Düsseldorf, como parte de un vuelo promocional de Lufthansa. Lufthansa está planeando utilizar el aeropuerto como un aeropuerto alternativo para el A380 en el caso de que sea imposible aterrizar en Fráncfort debido a las malas condiciones meteorológicas.
Los propietarios del aeropuerto son:
- 50% Ciudad de Düsseldorf
- 50% Airport Partners GmbH (40% Hochtief AirPort GmbH, 20% Hochtief AirPort Capital KGaA, 40% Aer Rianta PLC)

## Estadísticas
Ver fuente y consulta Wikidata.
| Año  | Pasajeros en millones | Movimientos |
| ---- | --------------------- | ----------- |
| 1991 | 11,31                 | 153.068     |
| 1992 | 12,27                 | 162.156     |
| 1993 | 13,05                 | 166.601     |
| 1994 | 14,00                 | 175.528     |
| 1995 | 15,15                 | 184.021     |
| 1996 | 14,42                 | 177.881     |
| 1997 | 15,53                 | 183.979     |
| 1998 | 15,75                 | 187.712     |
| 1999 | 15,93                 | 194.065     |
| 2000 | 16,03                 | 194.016     |
| 2001 | 15,40                 | 193.514     |
| 2002 | 14,75                 | 190.300     |
| 2003 | 14,30                 | 186.159     |
| 2004 | 15,26                 | 200.584     |
| 2005 | 15,51                 | 200.619     |
| 2006 | 16,59                 | 215.481     |
| 2007 | 17,83                 | 227.899     |
| 2008 | 18,15                 | 228.531     |
| 2009 | 17,79                 | 214.024     |
| 2010 | 18,98                 | 215.544     |
| 2011 | 20,34                 | 221.671     |
| 2012 | 20,83                 | 217.219     |
| 2013 | 21,23                 | 210.828     |

## Historia
- 1927: el aeropuerto fue inaugurado el 19 de abril, tras dos años de obras de construcción. Sin embargo, la primera aeronave en aterrizar en el norte de Düsseldorf fue el Zeppelin LZ-III en 1909.
- 1950: la pista principal es extendida hasta alcanzar una longitud de 2.475 metros.
- 1964: empiezan a proyectarse los planes para la construcción de una nueva terminal, con capacidad para un tráfico de 1,4 millones de pasajeros.

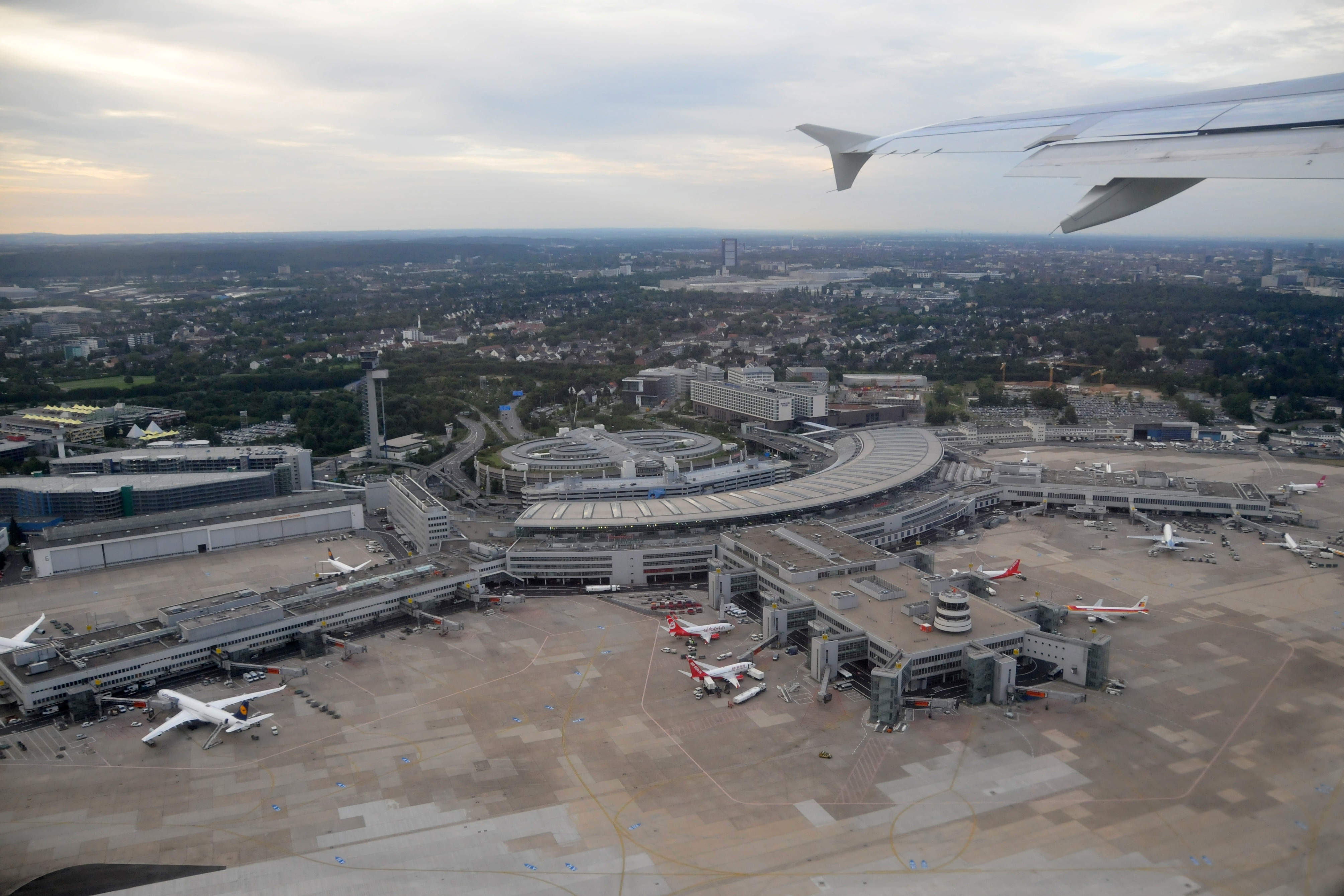
terminal

- 1969: la pista principal se extiende hasta los 3000 metros.
- 1972: para disminuir la contaminación sonora, una prohibición absoluta para el aterrizaje de aeronaves jet entre las 23:00 y 6:00 entra en efecto. El tráfico aeropostal nocturno ya había sido prohibido en 1970.
- 1973: la nueva Terminal Central y la Terminal B son inauguradas.
- 1975: la conexión ferrovial entre la Estación Central de Düsseldorf y el aeropuerto es habilitada.
- 1977: la construcción de la Terminal A es completada.

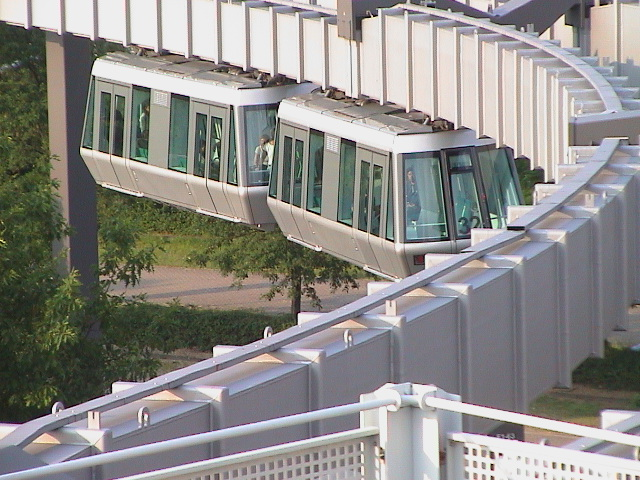
Sky Train.

- 1986: 8,22 millones de pasajeros hacen uso del aeropuerto, convirtiéndola en el segundo de Alemania. La Terminal C es inaugurada.
- 1992: 12,3 millones de pasajeros utilizan el aeropuerto. Una segunda pista, de 2.700 metros de longitud es construida.
- 1996: el 11 de abril se incendia el techo de la Terminal A, probablemente por un trabajo de soldadura. 17 personas murieron, la mayoría de ellos por inhalación de humo, y muchos otros hospitalizados. Los daños que sufrió el aeropuerto fueron estimados en unos cientos de millones de dólares. En su momento, el incendio fue el mayor desastre público en la historia de Northrhine-Westpahlia. Mientras las obras de reparación se estaban realizando, los pasajeros fueron resguardados bajo grandes carpas. En noviembre la Terminal C fue completamente renovada, con tres salas de estructuras livianas que conformaban el área de partidas.
- 1997: se inicia la construcción de la nueva estación del InterCityExpress en el extremo este del aeropuerto.
- 1998: la reconstruida Terminal A es reinaugurada. El aeropuerto cambia su nombre de Aeropuerto Rhine Ruhr al de Aeropuerto Internacional de Düsseldorf. Se inician las obras de reconstrucción del Edificio Central y la Terminal B.
- 1999: se coloca la piedra fundamental de un área de estacionamiento bajo la nueva terminal, como parte del programa "Airport 2000+".
- 2000: en mayo, la nueva estación de tren "Fernbahnhof Düsseldorf Flughafen" es inaugurada, con capacidad para el movimiento de 300 trenes diarios. 16 millones de pasajeros utilizaron el aeropuerto, siendo el tercer aeropuerto en cuanto a movimiento de pasajeros de Alemania.
- 2001: en marzo, la nueva sala de partidas y la Terminal B son habilitadas tras 2 años y medio de obras, el reconstruido Gebäude Ost es reabierto.
- 2002: el servicio de autobuses es reemplazado por el monorriel suspendido, conocido como "SkyTrain" conectando el edificio de la Terminal con la estación de tren del InterCityExpress. El monorriel recorre los 2,5 kilómetros que separan la Terminal de la estación a una velocidad máxima de 50 km/h. El sistema fue desarrollado por Siemens y está basado en el similar H-Bahn que opera con dos líneas en el campus universitario de Dortmund. Varios tickets son válidos para viajar en él, incluyendo un VRR, pasaje de avión, DB, o de estacionamiento de automóvil.
- 2006: el 12 de noviembre un Airbus A380 aterriza en Düsseldorf.

El Aeropuerto Internacional de Düsseldorf fue en su momento el destino predilecto para los vuelos desde los Estados Unidos. Tras los Atentados del 11 de septiembre de 2001, Continental Airlines y United Airlines suspendieron sus servicios al aeropuerto; sin embargo, United continúa sus acuerdos de código compartido con Lufthansa.

## Revista del aeropuerto
"Das Magazin" es una revista disponible para visitantes y pasajeros que viajan a través del aeropuerto. Contiene información acerca de nuevas aerolíneas que ofrecen servicios al aeropuerto, nuevos destinos y rutas, y otra información acerca del propio aeropuerto y las instalaciones que la rodean. La revista está disponible en varias tiendas y puestos de diarios del aeropuerto o por medio de una suscripción por tres números (a un precio de €19.00).

## Aerolíneas y destinos
En la actualidad, las siguientes aerolíneas operan rutas hacia y desde el Aeropuerto Internacional de Düsseldorf:

### Terminal A (Socios Star Alliance/Lufthansa)
- All Nippon Airways (Tokio-Narita y Tokio-Haneda)
- Austrian Airlines (Viena)
  - operado por Austrian Arrows (Graz, Linz, Salzburgo, Viena)
- Cóndor (Antalya, Arrecife, Bergen, Dalamán, Esmirna, Faro, Fuerteventura, Funchal, Gran Canaria, Heraclión, Hurgada, Ibiza, Jerez de la Frontera, Kerkyra, Kirkenes, La Canea, Linz, Mahón, Málaga, Palma de Mallorca, Rodas, Santorini, Tenerife-Norte, Tenerife-Sur) + Terminal B
- Croatia Airlines (Dubrovnik, Split)
- LOT Polish Airlines (Varsovia)
- Lufthansa (Barcelona, Basilea, Belgrado, Berlín, Bilbao, Birmingham, Bucarest-Otopeni, Budapest, Dresde, Estocolmo-Arlanda, Fráncfort del Meno, Ginebra, Gotemburgo-Landvetter, Hamburgo, Katowice, Kiev-Boryspil, Leipzig/Halle, Londres-City, Londres-Heathrow, Lyon, Madrid, Málaga, Mánchester, Marsella, Milán-Malpensa, Múnich, Newcastle upon Tyne, Niza, Núremberg, Palma de Mallorca, París-Charles de Gaulle, Praga, Roma-Fiumicino, Sofía, Stuttgart, Valencia, Viena)
  - operado por Privatair (Chicago-O'Hare, Newark)
- Lufthansa Regional
  - operado por Eurowings (Bilbao, Toulouse, Turín, Varsovia, Westerland-Sylt, Viena)
  - operado por Lufthansa CityLine (Varsovia, Viena, Zúrich)
- Singapore Airlines (Singapur A partir del 21 de junio de 2016)
- Scandinavian Airlines System (Copenhague, Estocolmo-Arlanda, Gotemburgo-Landvetter, Oslo)
- Swiss International Air Lines (Zúrich)
  - operado por Swiss European Air Lines (Zúrich)

### Terminal B

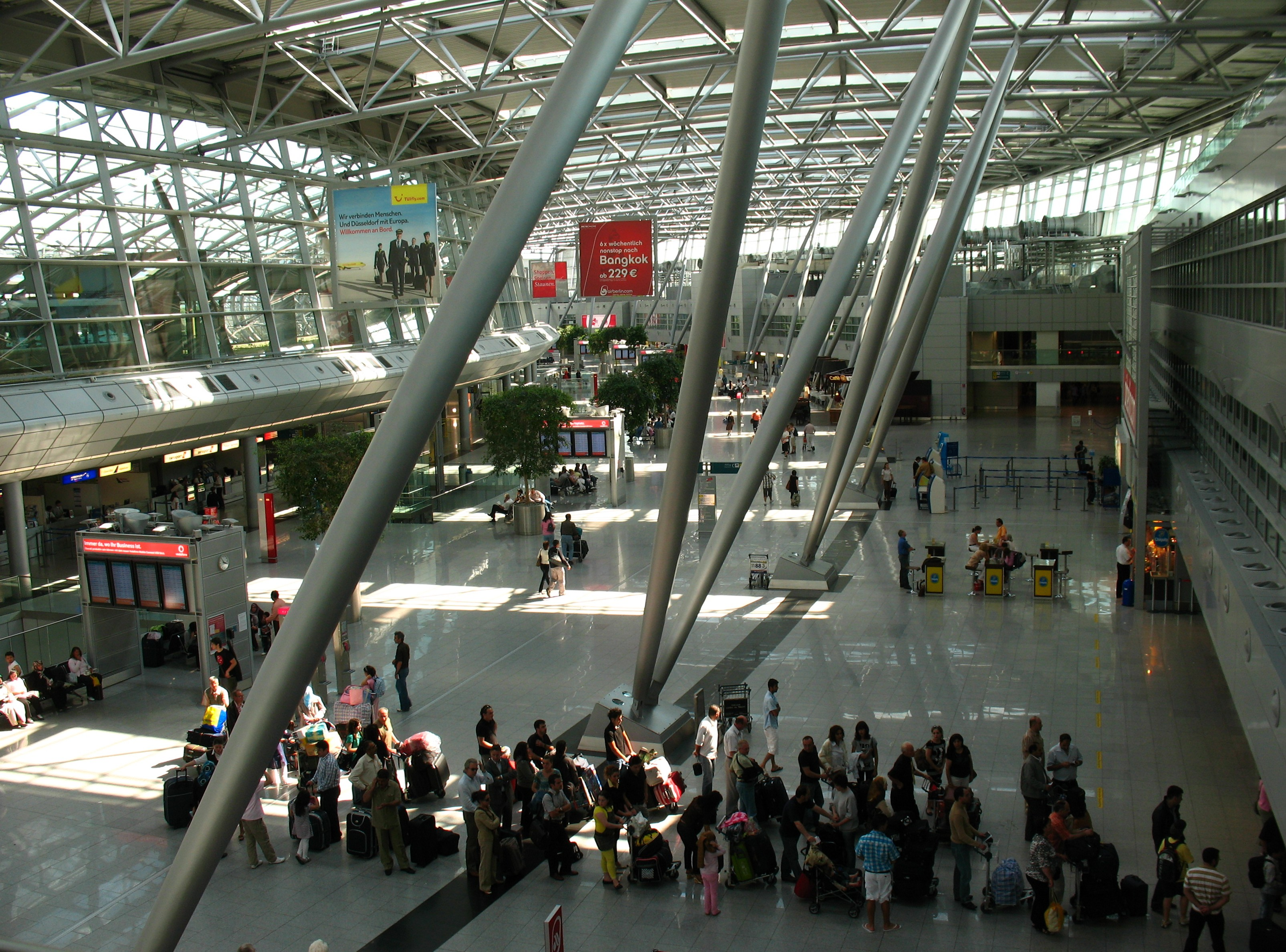
Área de facturación de la terminal B del aeropuerto.

- Aegean Airlines (Atenas, Heraclión, Tesalónica)
- Aer Lingus (Dublín)
- airBaltic (Riga, Vilna)
- Air France (París-Charles de Gaulle)
  - operado por HOP! (Lyon)
- Blue Wings (Adana, Ankara, Antalya, Esmirna, Estambul-Ataturk, Gaziantep, Kayseri, Malatya, Samsun, Teherán-Mehrabad)
- British Airways (Londres-Heathrow)
  - operado por Sun Air of Scandinavia (Billund)
- Corendon Airlines (Antalya, Estambul-Sabiha Gokcen)
- Czech Airlines (Praga)
- Delta Air Lines (Atlanta)
- Emirates (Dubái)

- Finnair (Helsinki)
- Iberia Express (Madrid)
- Jet2.com (Leeds-Bradford)
- KLM

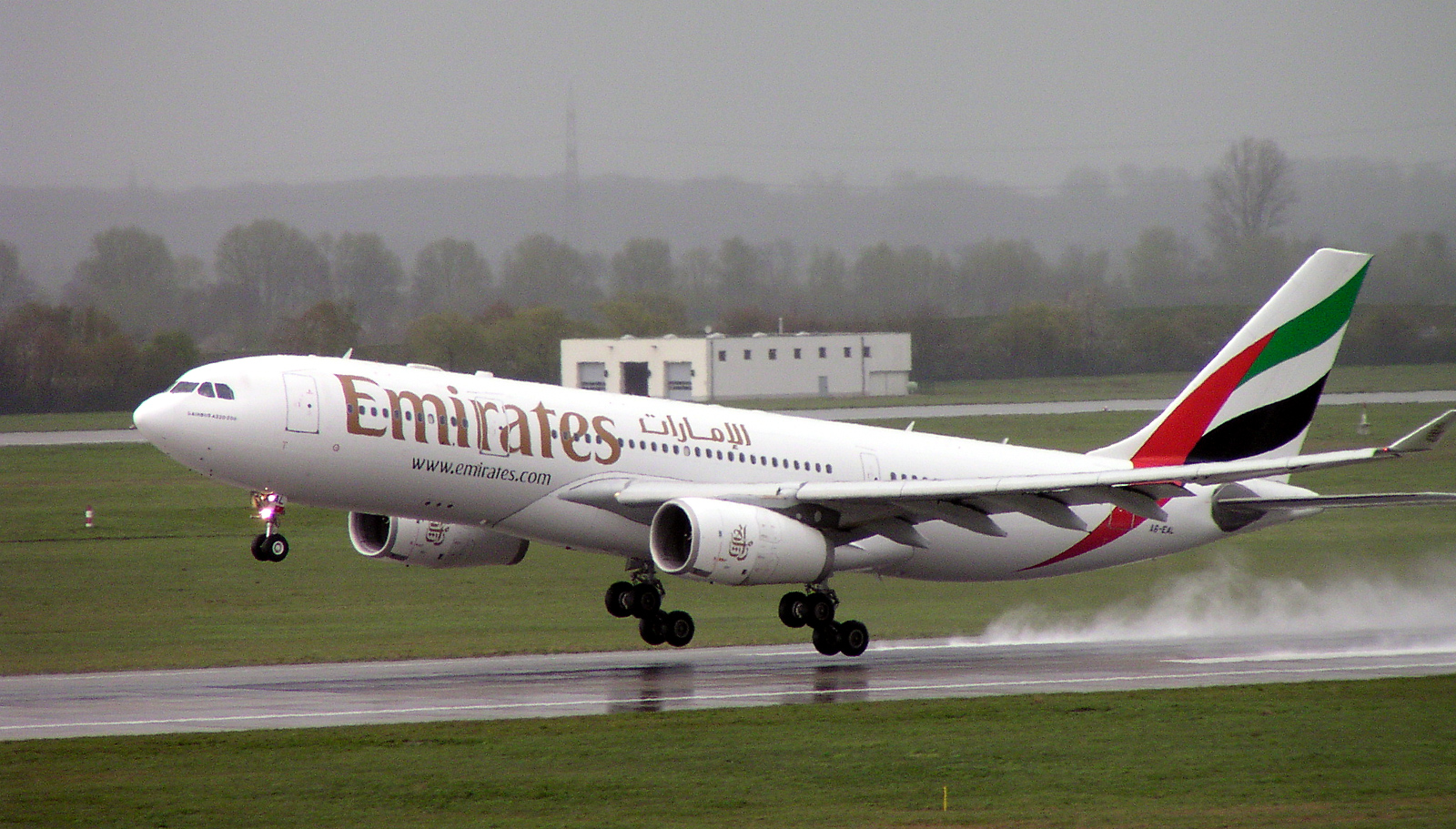
Airbus A330-200 de Emirates despegando.

  - operado por KLM Cityhopper (Ámsterdam)
- Macedonian Airlines (Ohrid, Skopie)
- Norwegian Air Shuttle (Oslo)
- Pegasus Airlines (Adana, Antalya, Bodrum, Esmirna, Estambul, Gaziantep, Kayseri, Samsun, Trebisonda)
- Royal Air Maroc (Casablanca, Nador)
- Sky Airlines (Antalya)
- Tunisair (Yerba, Monastir, Túnez)
- Turkish Airlines (Adana, Ankara, Antalya, Esmirna, Estambul-Ataturk, Kayseri, Samsun, Trebisonda)
- Vueling Airlines (Barcelona)

### Terminal C
- Air Malta (Malta)
- Carpatair (Timişoara)
- EgyptAir (El Cairo)
- Eurocypria Airlines
- Air Berlin (Adana, Agadir, Alicante, Almería, Ankara, Antalya, Arrecife, Atenas, Bangkok-Suvarnabhumi, Beirut, Berlín-Schonefeld, Bodrum, Brindisi, Boston (A partir del 7 de mayo de 2016), Cagliari, Calgary, Cancún, Ciudad del Cabo, Catania, Colombo, Cos, Dalamán, Dubrovnik, Esmirna, Estambul-Ataturk, Faro, Fort Myers, Fuerteventura, Funchal, Gran Canaria, Heraclión, Holguín, Hurgada, Ibiza, Kárpatos, Kavalla, Kerkyra, La Habana, La Romana, Las Vegas, Lisboa, Los Ángeles, Lúxor, Madrid, Mahón, Málaga, Male, Miami, Míconos, Mitileni, Mombasa, Monastir, Montego Bay, Nápoles, Nueva York-JFK, Palma de Mallorca, Pristina, Puerto Plata, Punta Cana, Reikiavik-Kleflavik, Rodas, Samos, Tenerife-Norte, Split, Tenerife-Sur, Tesalónica, Tivat, Toronto, Trebisonda, Valencia, Vancouver, Varadero, Willemstad, Yeda, Yerba, (inicia 15 de noviembre)[1] Windhoek, Zakinthos)
  - operado por WDL Aviation (Lisboa, Roma-Fiumicino)
- Luftfahrtgesellschaft Walter (Erfurt)
- Macedonian Airlines (Skopie)
- Mahan Air (Teherán-Imán Jomeini, Bangkok-Suvarnabhumi, Delhi)
- Nouvelair (Monastir)
- SunExpress (Antalya, Bodrum, Esmirna, Sevilla)
- TUIfly (Agadir, Antalya, Arrecife, Bodrum, Calvi, Catania, Cos, Dalamán, Yerba, Faro, Fuerteventura, Funchal, Gran Canaria, Heraclión, Hurgada, Jerez de la Frontera, La Canea, Lamezia, Leipzig/Halle, Mahón, Málaga, Monastir, Olbia, Palma de Mallorca, Patrás, Rodas, Reus, Santorini, Tenerife-Sur, Tesalónica, Venecia)

### Destinos internacionales
| Ciudades por países       | Nombre del aeropuerto                                           | Aerolíneas | Aeronaves                        | Frecuencias semanales |
| África                    | África                                                          | África | África                           | África                |
| ------------------------- | --------------------------------------------------------------- | --- | -------------------------------- | --------------------- |
| Cabo Verde                |                                                                 | |                                  |                       |
| Isla de Boa Vista         | Aeropuerto Internacional Aristides Pereira                      | TUIfly | B737                             |                       |
| Isla de Sal               | Aeropuerto Internacional Amílcar Cabral                         | TUIfly (Estacional) | B737                             |                       |
| Egipto                    |                                                                 | |                                  |                       |
| Hurgada                   | Aeropuerto Internacional de Hurghada                            | Condor Corendon Airlines Europe (Estacional) Nesma Airlines (Chárter) TUIfly | B737-800 A3xxceo B737            |                       |
| Marsa Alam                | Aeropuerto Internacional de Marsa Alam                          | TUIfly | B737                             |                       |
| Gambia                    |                                                                 | |                                  |                       |
| Banjul                    | Aeropuerto Internacional Yundum                                 | Corendon Airlines Europe | B737-800                         |                       |
| Marruecos                 |                                                                 | |                                  |                       |
| Agadir                    | Aeropuerto de Agadir-Al Massira                                 | Condor Eurowings TUIfly (Estacional) | B737                             |                       |
| Marrakech                 | Aeropuerto de Marrakech-Menara                                  | Condor (Estacional) Eurowings Laudamotion | A320-200                         |                       |
| Nador                     | Aeropuerto Internacional de Nador                               | Royal Air Maroc (Estacional) |                                  |                       |
| Mauricio                  |                                                                 | |                                  |                       |
| Port Louis                | Aeropuerto Internacional Sir Seewoosagur Ramgoolam              | Eurowings (Chárter Estacional) |                                  |                       |
| Túnez                     |                                                                 | |                                  |                       |
| Enfidha                   | Aeropuerto Internacional Enfidha-Hammamet                       | Nouvelair TUIfly (Estacional) | A320-200 B737                    |                       |
| Monastir                  | Aeropuerto Internacional de Monastir-Habib Bourguiba            | Nouvelair Tunisair | A320-200                         |                       |
| Túnez                     | Aeropuerto Internacional de Túnez-Cartago                       | Tunisair |                                  |                       |
| Yerba                     | Aeropuerto Internacional de Yerba-Zarzis                        | Condor (Estacional) TUIfly (Estacional) Tunisair | B737                             |                       |
| Norteamérica              |                                                                 | |                                  |                       |
| Estados Unidos            |                                                                 | |                                  |                       |
| Atlanta                   | Aeropuerto Internacional Hartsfield-Jackson                     | Delta Air Lines (Estacional - reinicia en 2024) |                                  |                       |
| Fort Myers                | Aeropuerto Internacional de Florida Suroccidental               | Eurowings Discover (Reincia en 2024) |                                  |                       |
| Las Vegas                 | Aeropuerto Internacional Harry Reid                             | Eurowings Discover (Reinicia en 2024) |                                  |                       |
| Miami                     | Aeropuerto Internacional de Miami                               | Eurowings Discover (Reinicia en 2024) |                                  |                       |
| Newark                    | Aeropuerto Internacional Libertad de Newark                     | Eurowings Discover (Reinicia en 2024) |                                  |                       |
| Nueva York                | Aeropuerto Internacional John F. Kennedy                        | Eurowings Discover (Reinicia en 2024) |                                  |                       |
| México                    |                                                                 | |                                  |                       |
| Cancún                    | Aeropuerto Internacional de Cancún                              | Condor (Estacional) |                                  |                       |
| El Caribe                 |                                                                 | |                                  |                       |
| Barbados                  |                                                                 | |                                  |                       |
| Bridgetown                | Aeropuerto Internacional Grantley Adams                         | Condor (Chárter Estacional) |                                  |                       |
| Cuba                      |                                                                 | |                                  |                       |
| La Habana                 | Aeropuerto Internacional José Martí                             | Eurowings |                                  |                       |
| Varadero                  | Aeropuerto Juan Gualberto Gómez                                 | Eurowings (Estacional) |                                  |                       |
| Jamaica                   |                                                                 | |                                  |                       |
| Montego Bay               | Aeropuerto Internacional Sir Donald Sangster                    | Condor (Chárter Estacional) Eurowings |                                  |                       |
| República Dominicana      |                                                                 | |                                  |                       |
| La Romana                 | Aeropuerto Internacional de La Romana                           | Condor (Chárter Estacional) Eurowings (Chárter Estacional) |                                  |                       |
| Puerto Plata              | Aeropuerto Internacional Gregorio Luperón                       | Eurowings (Estacional) |                                  |                       |
| Punta Cana                | Aeropuerto Internacional de Punta Cana                          | Condor (Estacional) Eurowings |                                  |                       |
| Samaná                    | Aeropuerto Internacional Samaná El Catey                        | Eurowings (Chárter Estacional) |                                  |                       |
| Asia                      |                                                                 | |                                  |                       |
| China                     |                                                                 | |                                  |                       |
| Pekín                     | Aeropuerto Internacional de Pekín-Capital                       | Air China |                                  |                       |
| Chipre                    |                                                                 | |                                  |                       |
| Lárnaca                   | Aeropuerto Internacional de Lárnaca                             | TUIfly (Estacional) | B737                             |                       |
| EAU                       |                                                                 | |                                  |                       |
| Abu Dabi                  | Aeropuerto Internacional de Abu Dabi                            | Etihad Airways |                                  |                       |
| Dubái                     | Aeropuerto Internacional de Dubái                               | Emirates |                                  |                       |
| Dubái                     | Aeropuerto Internacional de Dubái-Al Maktoum                    | Eurowings (Chárter Estacional) |                                  |                       |
| Irak                      |                                                                 | |                                  |                       |
| Bagdad                    | Aeropuerto Internacional de Bagdad                              | Iraqi Airways |                                  |                       |
| Erbil                     | Aeropuerto Internacional de Erbil                               | Iraqi Airways |                                  |                       |
| Suleimaniya               | Aeropuerto Internacional de Suleimaniya                         | Iraqi Airways |                                  |                       |
| Japón                     |                                                                 | |                                  |                       |
| Tokio                     | Aeropuerto Internacional de Narita                              | All Nippon Airways |                                  |                       |
| Maldivas                  |                                                                 | |                                  |                       |
| Malé                      | Aeropuerto Internacional de Malé                                | Eurowings (Chárter Estacional) |                                  |                       |
| Singapur                  |                                                                 | |                                  |                       |
| Singapur                  | Aeropuerto Internacional de Singapur                            | Singapore Airlines |                                  |                       |
| Turquía                   |                                                                 | |                                  |                       |
| Adana                     | Aeropuerto de Adana Şakirpaşa                                   | Turkish Airlines (Estacional) |                                  |                       |
| Ankara                    | Aeropuerto Internacional Esenboğa                               | Pegasus Airlines SunExpress Turkish Airlines (Estacional) | B737                             |                       |
| Antalya                   | Aeropuerto de Antalya                                           | Condor Corendon Airlines (Estacional) Freebird Airlines (Chárter Estacional) Pegasus Airlines (Estacional) SunExpress Tailwind Airlines (Chárter Estacional) TUIfly Turkish Airlines (Estacional) | B7x7 A320-200 B737 B737-400 B737 |                       |
| Bodrum                    | Aeropuerto de Milas-Bodrum                                      | SunExpress (Estacional) | B737                             |                       |
| Dalaman                   | Aeropuerto de Dalaman                                           | SunExpress (Estacional) TUIfly (Estacional) | B737                             |                       |
| Esmirna                   | Aeropuerto de Esmirna-Adnan Menderes                            | Eurowings (Estacional) Freebird Airlines (Chárter Estacional) Pegasus Airlines SunExpress Turkish Airlines (Estacional)                                                                           | A320-200 B737                    |                       |
| Estambul                  | Aeropuerto Internacional de Estambul                            | Freebird Airlines (Chárter Estacional) Turkish Airlines | A320-200                         |                       |
| Estambul                  | Aeropuerto Internacional Sabiha Gökçen                          | Pegasus Airlines Turkish Airlines |                                  |                       |
| Gaziantep                 | Aeropuerto de Oğuzeli                                           | Pegasus Airlines SunExpress Turkish Airlines (Estacional) | B737                             |                       |
| Kayseri                   | Aeropuerto Internacional de Erkilet                             | Pegasus Airlines Turkish Airlines (Estacional) |                                  |                       |
| Kütahya                   | Aeropuerto de Zafer                                             | Eurowings (Estacional) |                                  |                       |
| Samsun                    | Aeropuerto de Samsun-Çarşamba                                   | Pegasus Airlines Turkish Airlines (Estacional) |                                  |                       |
| Trebisonda                | Aeropuerto de Trebisonda                                        | Turkish Airlines (Estacional) |                                  |                       |
| Europa                    |                                                                 | |                                  |                       |
| Albania                   |                                                                 | |                                  |                       |
| Tirana                    | Aeropuerto Internacional Madre Teresa                           | Albawings Eurowings (Estacional) | B737-400                         |                       |
| Austria                   |                                                                 | |                                  |                       |
| Graz                      | Aeropuerto de Graz                                              | Austrian Airlines |                                  |                       |
| Innsbruck                 | Aeropuerto de Innsbruck                                         | Eurowings (Estacional) Laudamotion (Estacional) | A320-200                         |                       |
| Linz                      | Aeropuerto de Linz                                              | Austrian Airlines |                                  |                       |
| Salzburgo                 | Aeropuerto de Salzburgo                                         | Eurowings |                                  |                       |
| Viena                     | Aeropuerto de Viena                                             | Austrian Airlines Eurowings |                                  |                       |
| Bosnia y Herzegovina      |                                                                 | |                                  |                       |
| Mostar                    | Aeropuerto de Mostar                                            | Eurowings (Estacional) |                                  |                       |
| Bulgaria                  |                                                                 | |                                  |                       |
| Burgas                    | Aeropuerto de Burgas                                            | Bulgarian Air Charter (Chárter Estacional) Condor |                                  |                       |
| Sofía                     | Aeropuerto de Sofía                                             | Eurowings |                                  |                       |
| Varna                     | Aeropuerto de Varna                                             | Bulgarian Air Charter (Chárter Estacional) Condor (Estacional) Eurowings (Estacional) |                                  |                       |
| Croacia                   |                                                                 | |                                  |                       |
| Dubrovnik                 | Aeropuerto de Dubrovnik                                         | Croatia Airlines (Estacional) Eurowings (Estacional) |                                  |                       |
| Pula                      | Aeropuerto de Pula                                              | Eurowings |                                  |                       |
| Rijeka                    | Aeropuerto de Rijeka                                            | Eurowings |                                  |                       |
| Split                     | Aeropuerto de Split                                             | Condor (Estacional) Croatia Airlines (Estacional) Eurowings |                                  |                       |
| Zadar                     | Aeropuerto de Zadar                                             | Condor (Estacional) Eurowings (Estacional) |                                  |                       |
| Zagreb                    | Aeropuerto de Zagreb-Franjo Tuđman                              | Eurowings |                                  |                       |
| Dinamarca                 |                                                                 | |                                  |                       |
| Billund                   | Aeropuerto de Billund                                           | British Airways |                                  |                       |
| Copenhague                | Aeropuerto de Copenhague-Kastrup                                | Eurowings Laudamotion SAS | A320-200                         |                       |
| Eslovaquia                |                                                                 | |                                  |                       |
| Košice                    | Aeropuerto Internacional de Košice                              | Eurowings (Estacional) |                                  |                       |
| España                    |                                                                 | |                                  |                       |
| Alicante                  | Aeropuerto de Alicante                                          | Eurowings Laudamotion | A320-200                         |                       |
| Barcelona                 | Aeropuerto de Barcelona-El Prat                                 | Condor (Estacional) Eurowings Vueling | A3xx                             |                       |
| Fuerteventura             | Aeropuerto de Fuerteventura                                     | Condor Eurowings Laudamotion TUIfly | A320-200 B737                    |                       |
| Gran Canaria              | Aeropuerto de Gran Canaria                                      | Condor Eurowings Laudamotion TUIfly | A320-200 B737                    |                       |
| Ibiza                     | Aeropuerto de Ibiza                                             | Eurowings Laudamotion (Estacional) TUIfly (Estacional) | A320-200 B737                    |                       |
| Jerez de la Frontera      | Aeropuerto de Jerez                                             | Condor TUIfly (Estacional) | B737                             |                       |
| La Palma                  | Aeropuerto de La Palma                                          | Condor (Estacional) Eurowings |                                  |                       |
| Lanzarote                 | Aeropuerto de Lanzarote                                         | Condor Eurowings Laudamotion TUIfly | A320-200 B737                    |                       |
| Madrid                    | Aeropuerto de Madrid-Barajas                                    | Air Europa Iberia | B7x7 A3xx                        |                       |
| Málaga                    | Aeropuerto de Málaga-Costa del Sol                              | Eurowings (Estacional) Laudamotion | A320-200                         |                       |
| Menorca                   | Aeropuerto de Menorca                                           | Eurowings (Estacional) TUIfly (Estacional) | B737                             |                       |
| Palma de Mallorca         | Aeropuerto de Palma de Mallorca                                 | Condor Eurowings Hahn Air (Estacional) Laudamotion TUIfly (Estacional) | Cessna Citation A320-200 B737    |                       |
| Reus                      | Aeropuerto de Reus                                              | Ryanair |                                  |                       |
| Tenerife                  | Aeropuerto de Tenerife Sur                                      | Condor Eurowings Laudamotion TUIfly | A320-200 B737                    |                       |
| Valencia                  | Aeropuerto de Valencia                                          | Eurowings |                                  |                       |
| Finlandia                 |                                                                 | |                                  |                       |
| Helsinki                  | Aeropuerto de Helsinki-Vantaa                                   | Finnair |                                  |                       |
| Francia                   |                                                                 | |                                  |                       |
| Bastia                    | Aeropuerto de Bastia-Poretta                                    | Eurowings |                                  |                       |
| Burdeos                   | Aeropuerto de Burdeos-Mérignac                                  | Air France |                                  |                       |
| Lyon                      | Aeropuerto de Lyon-Saint Exupéry                                | Eurowings |                                  |                       |
| Montpellier               | Aeropuerto de Montpellier-Méditerranée                          | Eurowings (Estacional) |                                  |                       |
| Nantes                    | Aeropuerto de Nantes Atlantique                                 | Air France |                                  |                       |
| Niza                      | Aeropuerto Internacional Niza Costa Azul                        | Eurowings |                                  |                       |
| París                     | Aeropuerto de París-Charles de Gaulle                           | Air France Eurowings |                                  |                       |
| Grecia                    |                                                                 | |                                  |                       |
| Atenas                    | Aeropuerto Internacional Eleftherios Venizelos                  | Aegean Airlines Eurowings (Estacional) | A32x                             |                       |
| Cefalonia                 | Aeropuerto Internacional de Cefalonia                           | Condor (Estacional) |                                  |                       |
| Corfú                     | Aeropuerto Internacional de Corfú-Ioannis Kapodistrias          | Condor (Estacional) Eurowings (Estacional) Laudamotion (Estacional) TUIfly (Estacional) | A320-200 B737                    |                       |
| Heraclión                 | Aeropuerto Internacional de Heraclión Nikos Kazantzakis         | Aegean Airlines (Estacional) Condor (Estacional) Corendon Airlines Europe (Estacional) Eurowings Laudamotion (Estacional) TUIfly (Estacional)                                                     | A32x B737-800 A320-200 B737      |                       |
| Kalamata                  | Aeropuerto de Kalamata                                          | Aegean Airlines Condor (Estacional) | A32x                             |                       |
| Kavala                    | Aeropuerto Internacional de Kavala                              | Condor (Estacional) Eurowings |                                  |                       |
| Kos                       | Aeropuerto Internacional de Kos-Hipócrates                      | Condor (Estacional) TUIfly (Estacional) | B737                             |                       |
| La Canea                  | Aeropuerto Internacional de La Canea                            | Condor (Estacional) Eurowings (Estacional) |                                  |                       |
| Míconos                   | Aeropuerto Nacional de Míconos                                  | Condor (Estacional) |                                  |                       |
| Patras                    | Aeropuerto de Araxos                                            | TUIfly (Estacional) | B737                             |                       |
| Preveza                   | Aeropuerto Nacional de Aktion                                   | Condor (Estacional) |                                  |                       |
| Rodas                     | Aeropuerto Internacional de Rodas-Diágoras                      | Aegean Airlines (Estacional) Condor (Estacional) Eurowings (Estacional) Laudamotion (Estacional) TUIfly (Estacional)                                                                              | A32x A320-200 B737               |                       |
| Salónica                  | Aeropuerto Internacional Macedonia                              | Aegean Airlines Condor (Estacional) Eurowings | A32x                             |                       |
| Samos                     | Aeropuerto Internacional de Samos                               | Condor (Estacional) |                                  |                       |
| Santorini                 | Aeropuerto Nacional de Santorini (Thira)                        | Condor (Estacional) |                                  |                       |
| Scíathos                  | Aeropuerto Internacional de Scíathos - Alexandros Papadiamantis | Condor (Estacional) |                                  |                       |
| Sitia                     | Aeropuerto Público de Sitia                                     | Condor (Estacional) |                                  |                       |
| Volos                     | Aeropuerto Internacional de Volos - Nea Anchialos               | Condor (Estacional) |                                  |                       |
| Zante                     | Aeropuerto Internacional de Zante                               | Condor (Estacional) Eurowings |                                  |                       |
| Guernsey                  |                                                                 | |                                  |                       |
| Guernsey                  | Aeropuerto de Guernsey                                          | Eurowings (Estacional) |                                  |                       |
| Hungría                   |                                                                 | |                                  |                       |
| Budapest                  | Aeropuerto de Budapest-Ferenc Liszt                             | Eurowings |                                  |                       |
| Irlanda                   |                                                                 | |                                  |                       |
| Dublín                    | Aeropuerto de Dublín                                            | Aer Lingus Eurowings | A3xx                             |                       |
| Islandia                  |                                                                 | |                                  |                       |
| Reikiavik                 | Aeropuerto Internacional de Keflavík                            | Eurowings Play | A32x-251Nx                       |                       |
| Italia                    |                                                                 | |                                  |                       |
| Bari                      | Aeropuerto de Bari-Palese                                       | Eurowings (Estacional) |                                  |                       |
| Bérgamo                   | Aeropuerto de Bérgamo-Orio al Serio                             | Laudamotion (Estacional) | A320-200                         |                       |
| Bolonia                   | Aeropuerto de Bolonia                                           | Eurowings |                                  |                       |
| Brindisi                  | Aeropuerto de Brindisi                                          | Eurowings (Estacional) |                                  |                       |
| Catania                   | Aeropuerto de Catania-Fontanarossa                              | Condor (Estacional) Eurowings |                                  |                       |
| Cagliari                  | Aeropuerto de Cagliari-Elmas                                    | Condor (Estacional) Eurowings (Estacional) |                                  |                       |
| Génova                    | Aeropuerto de Génova                                            | Eurowings (Estacional) |                                  |                       |
| Florencia                 | Aeropuerto de Florencia                                         | Eurowings |                                  |                       |
| Lamezia Terme             | Aeropuerto Internacional de Lamezia Terme                       | Condor (Estacional) Eurowings (Estacional) TUIfly (Estacional) | B737                             |                       |
| Milán                     | Aeropuerto de Milán-Linate                                      | ITA Airways | A                                |                       |
| Milán                     | Aeropuerto de Milán-Malpensa                                    | Eurowings |                                  |                       |
| Nápoles                   | Aeropuerto de Nápoles-Capodichino                               | Condor (Estacional) Eurowings Laudamotion (Estacional) | A320-200                         |                       |
| Olbia                     | Aeropuerto de Olbia-Costa Smeralda                              | Condor (Estacional) Eurowings (Estacional) |                                  |                       |
| Palermo                   | Aeropuerto de Palermo-Punta Raisi                               | Condor (Estacional) Laudamotion (Estacional) | A320-200                         |                       |
| Roma                      | Aeropuerto de Roma-Fiumicino                                    | ITA Airways Eurowings | A                                |                       |
| Venecia                   | Aeropuerto Internacional Marco Polo                             | Eurowings |                                  |                       |
| Jersey                    |                                                                 | |                                  |                       |
| Jersey                    | Aeropuerto de Jersey                                            | Eurowings (Estacional) |                                  |                       |
| Kosovo                    |                                                                 | |                                  |                       |
| Pristina                  | Aeropuerto Internacional de Priština                            | Electra Airways (Chárter) Eurowings |                                  |                       |
| Letonia                   |                                                                 | |                                  |                       |
| Riga                      | Aeropuerto de Riga                                              | AirBaltic | A220-371                         |                       |
| Luxemburgo                |                                                                 | |                                  |                       |
| Ciudad de Luxemburgo      | Aeropuerto de Luxemburgo                                        | Hahn Air (Estacional) | Cessna Citation                  |                       |
| Macedonia del Norte       |                                                                 | |                                  |                       |
| Ohrid                     | Aeropuerto de Ohrid San Pablo Apóstol                           | Eurowings (Estacional) |                                  |                       |
| Malta                     |                                                                 | |                                  |                       |
| La Valeta                 | Aeropuerto Internacional de Malta                               | KM Malta Airlines | A320-251N                        |                       |
| Montenegro                |                                                                 | |                                  |                       |
| Tivat                     | Aeropuerto de Tivat                                             | Eurowings (Estacional) |                                  |                       |
| Noruega                   |                                                                 | |                                  |                       |
| Oslo                      | Aeropuerto de Oslo-Gardermoen                                   | SAS |                                  |                       |
| Países Bajos              |                                                                 | |                                  |                       |
| Ámsterdam                 | Aeropuerto de Ámsterdam-Schiphol                                | KLM |                                  |                       |
| Polonia                   |                                                                 | |                                  |                       |
| Breslavia                 | Aeropuerto de Breslavia-Copérnico                               | Eurowings |                                  |                       |
| Cracovia                  | Aeropuerto de Cracovia-Juan Pablo II                            | Eurowings |                                  |                       |
| Gdańsk                    | Aeropuerto de Gdańsk-Lech Wałęsa                                | Eurowings |                                  |                       |
| Varsovia                  | Aeropuerto Chopin de Varsovia                                   | LOT Polish Airlines |                                  |                       |
| Portugal                  |                                                                 | |                                  |                       |
| Faro                      | Aeropuerto de Faro                                              | Eurowings Laudamotion TUIfly (Estacional) | A320-200 B737                    |                       |
| Funchal                   | Aeropuerto de Madeira                                           | Condor Eurowings TUIfly (Estacional) | B737                             |                       |
| Lisboa                    | Aeropuerto de Lisboa                                            | Eurowings TAP Portugal | A3xx                             |                       |
| Oporto                    | Aeropuerto de Oporto-Francisco Sá Carneiro                      | Eurowings (Estacional) |                                  |                       |
| República Checa           |                                                                 | |                                  |                       |
| Praga                     | Aeropuerto Internacional de Ruzyně                              | Czech Airlines Eurowings |                                  |                       |
| Reino Unido               |                                                                 | |                                  |                       |
| Birmingham                | Aeropuerto Internacional de Birmingham                          | Eurowings |                                  |                       |
| Edimburgo                 | Aeropuerto de Edimburgo                                         | Eurowings |                                  |                       |
| Glasgow                   | Aeropuerto Internacional de Glasgow                             | Loganair |                                  |                       |
| Londres                   | Aeropuerto de la Ciudad de Londres                              | British Airways operado por BA Cityflyer | E-190                            |                       |
| Londres                   | Aeropuerto de Londres-Gatwick                                   | easyJet | A3xx                             |                       |
| Londres                   | Aeropuerto de Londres-Heathrow                                  | British Airways Eurowings |                                  |                       |
| Mánchester                | Aeropuerto de Mánchester                                        | Eurowings |                                  |                       |
| Newcastle upon Tyne       | Aeropuerto de Newcastle upon Tyne                               | Eurowings |                                  |                       |
| Newquay                   | Aeropuerto de Newquay Cornwall                                  | Eurowings (Estacional) |                                  |                       |
| Rumania                   |                                                                 | |                                  |                       |
| Bucarest                  | Aeropuerto Internacional de Bucarest-Henri Coandă               | Eurowings |                                  |                       |
| Serbia                    |                                                                 | |                                  |                       |
| Belgrado                  | Aeropuerto de Belgrado                                          | Air Serbia |                                  |                       |
| Suecia                    |                                                                 | |                                  |                       |
| Gotemburgo                | Aeropuerto de Gotemburgo-Landvetter                             | Eurowings |                                  |                       |
| Estocolmo                 | Aeropuerto de Estocolmo-Arlanda                                 | Eurowings SAS |                                  |                       |
| Suiza                     |                                                                 | |                                  |                       |
| Ginebra                   | Aeropuerto Internacional de Ginebra                             | Eurowings |                                  |                       |
| Zúrich                    | Aeropuerto Internacional de Zúrich                              | Eurowings Swiss | A                                |                       |
| Suiza Francia Alemania    |                                                                 | |                                  |                       |
| Basilea/Mulhouse/Friburgo | Aeropuerto de Basilea-Mulhouse-Friburgo                         | Eurowings |                                  |                       |
| Ucrania                   |                                                                 | |                                  |                       |
| Kiev                      | Aeropuerto Internacional de Kiev                                | Ukraine International Airlines |                                  |                       |

### Aerolíneas de carga
- Emirates SkyCargo (Dubái)